# Athidiplosis
Athidiplosis är ett släkte av tvåvingar. Athidiplosis ingår i familjen gallmyggor.
Kladogram enligt Catalogue of Life:
| Athidiplosis | \| \| Athidiplosis bullata \| \| \| \| \| \| Athidiplosis walteri \| \| \| \| |
|              | \| \| Athidiplosis bullata \| \| \| \| \| \| Athidiplosis walteri \| \| \| \| |
|              | Athidiplosis bullata                                                          |
|              |                                                                               |
|              | Athidiplosis walteri                                                          |
|              |                                                                               |